# Теодор Петерек
Теодор Петерек (пол. Teodor Peterek; 7 листопада 1910, Свентохловиці, Німецька імперія — 12 січня 1969, Слупець, Польща) — польський футболіст, виступав на позиції нападника, гравець збірної Польщі.

## Міжвоєнний період
Пітерек народився громадянином Пруссії в Німецькій імперії. Спочатку його ім'я писалося за німецькою орфографією. Після приєднання Верхньої Сілезії до Польщі в 1922 році змушений був полонізувати власне ім'я та прізвище. Ще в підлітковому віці розпочав футбольну кар'єру в клубі «Шльонськ» (Свентохловіце). У 1927 18-річний Петерек перейшов до «Руху» (Великі Гайдуки), де закріпився в першій команді. Протягом 11 років, до початку Другої світової війни, вигравав конкуренцію у своїх партнерів по команді на позиції нападника.
У 1932 році він отримав виклик на військову службу в столиці на прохання керівництва військового клубу «Легія» (Варшави). Теодор прибути туди, щоб підсилити військову команду. Проте керівництво оборонного округу Сілезьке воєводство заблокувало цей перехід. Тому Петерек змушений був продовжувати виступати в «Русі», з яким у 1933 році вперше виграв чемпіонат Польщі.
У першому міжнародному матчі колективу з Хожува у 1934 році відзначився єдиним голом у переможному (1:0) поєдинку проти мюнхенської «Баварії». Разом з Ернестом Вілімовським та Герардом Водажем був одним з найкращих нападників в історії польського чемпіонату. В першу чергу завдяки цим «трьом силезьким королям» Рух був п'ятикратним польським чемпіоном у період між 1933 і 1938 роком. Всі ці роки, за повідомленнями преси, Віллімовський та Пітерек конкурували між собою. У 1938 році Вілімовський поставив керівництву клубу ультиматум: «Петерек або я!» Проте в підсумку обидва виходили на поле разом знову і знову.
Високий (182 см) і дуже сильний у грі головою Петерек у 1936 році (разом з Віллімовським) відзначився 18 голами, а в 1938 році — 21 голом. Загалом у 191 матчі відзначився 156-а голами, завдяки чому став найкращим бомбардиром міжвоєнного періоду, значно випередивши другого найкращого бомбардира — Фрідріха Шерфке з познанської «Варти» (131 гол).
Його неодноразово штрафував та дискваліфіковував ПЗПН. Великий резонанс у спортивній пресі отримав інцидентом у матчі чемпіонату проти земляків-суперників АКС (Хожув): коли воротар АКС-у парирував пенальті у виконанні Петерека, Теодор кинув жменю землі йому в обличчя.
У період з 1931 по 1938 рік 9 разів виходив на поле у футболці національної збірної Польщі. Разом з «кадрою» дійшов до півфіналу Олімпійських ігор у Берліні 1936 року. У футболці збірної Польщі відзначився 6-а голами, в тому числі й у 1938 році в програному (1:4) поєдинку проти Німеччини в Хемніці.

## У роки Другої світової війни
В останні дні серпня 1939 року був призваний до польського війська в рамках загальної мобілізації. Після завершення бойових дій повернувся до рідного міста. Після приєднання Верхньої Сілезії до Третього Рейху, в жовтні 1939 року польське клубне керівництво «Руху» було заарештовано й замінено німцями, клуб повернув колишню німецьку назву «Бісмаркгюттер» (БСВ). Петерек отримав німецький Фольклист і, як і його товариші по команді, знову почав використовувати німецький варіант написання власного імені (використовувався також в офіційних німецьких документах та періодичних виданнях).
Серед колишніх партнерів Петерека по збірній у «Бісмаркгюттері» виступав воротар Ерик Татуш та нападник Герард Водаж, а команда розпочала виступи в Гаулізі Верхня Сілезія. У червні 1940 року він брав участь на першому раунді відбору до збірної Рейху (Катовиці) під керівництвом Йозефа Гербергера для гравців із Верхньої Сілезії.
У липні 1942 року мобілізований до Вермахту. На перших порах проходив слуюбу поряд з домом, тому протягом цього часу мав можливість виступати за «Бісмаркгюттер». Наприкінці 1944 року його перевели на Західний фронт. У званні обер-єфрейтора на початку квітня 1945 року в Гамельнв, Нижня Саксонія, потрапив до американського полону.

## Післявоєнний період
Будучи колишнім громадянином Польщі, його перевели до польських збройних сил на Заході під командуванням союзників. Він прибув до підрозділу на півдні Франції, де прозахідне польське керівництво об'єднань чекало подальшого політичного розвитку на батьківщині. Там він виступав за футбольну збірну свого полку (загалом зіграв 88 матчів).
У 1946 році він повернувся до Польщі, де знову був гравцем «Руху» (Хожув). Як й інші гравці з Верхньої Сілезії, змушений був виправдовуватися за виступи в німецьких клубах перед контрольованим комуністами УБ. На свій захист Теодор заявив, що він вперше був зарахований німецькими військовимим окупантами лише в третій Фолькслист, оскільки в них були сумніви щодо «німецького» походження Петерека. Тому Теодор не був покараний.
У 1948 році завершив футбольну кар'єру. Тренерський диплом отримав у тодішнього тренера національної збірної Польщі Вацлава Кухара. Тренував верхньосілезькі клуби третього й четвертого дивізіонів Польщі, але особливих успіхів з ними не досяг. Зрештою, повернувся до «Руху», де тренував юнацьку команду клубу.
У 1956 році в журналіст «Польського жовтеня» на основі спогадів Петерека підготував і опублікував серію оповідань в місцевих газетах «Життя Хожува» та «Посланець Верхньої Сілезії» в Хожуві. Проте в них не було описано виступи Теодора в німецьких командах та служба у Вермахті. Копії газетних публікаці були об'єднані у вигляді книги. Єдиний екземпляр, доступний громадськості, є в Сілезькій бібліотеці (Катовиці). Ці спогади в Польщі залишалися в основному невідомими до кінця 1989/90 років, оскільки він був дуже позитивно відгукувався про свого колишнього суперника Вілімовському, який офіційно вважався зрадником.